# SBIB
El SBIB son las siglas de Self Balance Impedance Bridge.
Se trata de un sensor de la humedad del suelo parecido al TDR pero de mayor sensibilidad y capaz de detectar y corregir aquellas condiciones en donde el TDR falla en la medición. Además realiza la medida en continuo sin necesidad de emitir pulsos, y tiene un tamaño mínimo, por lo que es hasta la fecha el sensor con mejores cualidades.
Sin embargo, su uso está especializado en suelos salinos o desérticos, es decir, normalmente poco fértiles. Esto limita su uso a la comunidad científica ya que para la agricultura las sondas tradicionales TDR cumplen su papel a la perfección.